# Ryder (Dakota del Nord)
Ryder (arikara:  iinaraaničitáwi [iinaraaničitáWI] )és una població dels Estats Units a l'estat de Dakota del Nord. Segons el cens del 2000 tenia 92 habitants.

## Demografia
Segons el cens del 2000, Ryder tenia 92 habitants, 44 habitatges, i 23 famílies. La densitat de població era de 107,6 hab./km².
Dels 44 habitatges en un 25% hi vivien nens de menys de 18 anys, en un 45,5% hi vivien parelles casades, en un 6,8% dones solteres, i en un 45,5% no eren unitats familiars. En el 43,2% dels habitatges hi vivien persones soles el 13,6% de les quals corresponia a persones de 65 anys o més que vivien soles. El nombre mitjà de persones vivint en cada habitatge era de 2,09 i el nombre mitjà de persones que vivien en cada família era de 2,83.
Per edats la població es repartia de la següent manera: un 22,8% tenia menys de 18 anys, un 3,3% entre 18 i 24, un 18,5% entre 25 i 44, un 44,6% de 45 a 60 i un 10,9% 65 anys o més.
L'edat mediana era de 46 anys. Per cada 100 dones de 18 o més anys hi havia 115,2 homes.
La renda mediana per habitatge era de 26.875 $ i la renda mediana per família de 27.188 $. Els homes tenien una renda mediana de 26.250 $ mentre que les dones 14.792 $. La renda per capita de la població era de 16.497 $. Entorn del 18,5% de les famílies i el 30,1% de la població estaven per davall del llindar de pobresa.

## Poblacions més properes
El següent diagrama mostra les poblacions més properes.